# Bosc de Białowieża
El bosc de Białowieża (en belarús: Белавежская пушча, transcrit: Bielavièjskaia puixtxa; en polonès: Puszcza Białowieska, que usant grafia catalana seria aproximadament: Puixtxa Bialovieska, on la "l" s'assembla a la "w" anglesa) és una reserva natural situada a Belarús i Polònia, enclavada en un dels últims boscos verges d'Europa que acull un gran nombre d'ungulats de gran grandària, entre els quals el raríssim bisó europeu (nom científic: Bison bonasus; belarús, rus i ucraïnès: Зубр, transcrit: Zubr; polonès: Żubr). El bosc està inscrit en la llista del Patrimoni de la Humanitat de la UNESCO des del 1979.
Des de 1945 està dividit administrativament entre Polònia (4.700 ha de reserva integral) i Belarús, on es troba el 80% del territori del bosc (72.000 ha de reserva especial). Ara per ara, ambdues parts estan separades per una tanca que impedeix per igual el lliure moviment de grans animals i dels turistes. El bosc rep el seu nom de la torre de sentinella del segle xiii a Belarús anomenada Bielaia vieja (Белая вежа, 'torre blanca'), prop del poble de Kamianiets (Камяне́ц, AFI: [kamʲaˈnʲets]). També hi ha una localitat polonesa homònima (Białowieża) a la vora del bosc. La ciutat belarussa de Brest es troba a 70 quilòmetres del bosc en direcció sud.
A la part belarussa del parc, el bisó es mou en total llibertat, excepte en una zona on es fa la cria i se l'estudia, una espècie de zoo amb zones acotades on també hi ha altres ungulats sota vigilància especial (entre aquests, dos híbrids de bisó i vaca domèstica, de gran grandària). També conté un museu, un restaurant, bars i hotels construïts durant l'època soviètica. Per a accedir al parc, cal obtenir primer el permís del Ministeri d'Interior, per la qual cosa el nombre de turistes estrangers anuals (ja de per si escàs quant a visitants de Belarús mateixa) és bastant baix. En els últims anys, s'ha tractat de promoure el turisme nacional de família mitjançant la construcció a la rodalia de la casa de Died Moroz o "l'avi dels freds", la versió eslava de Santa Claus o "pare Noel". A la part polonesa, d'altra banda, es troba el refugi de caça personal construït pels tsars de Rússia. En l'actualitat, ha estat reformat i acull en el seu interior un hotel, restaurant i aparcaments. Els turistes poden moure's pel parc a peu, en bicicleta o en carruatge de cavalls, sempre sota la supervisió d'un encarregat. S'estima que cada any visiten la part polonesa prop de 100.000 turistes l'any, tot i que és considerablement més petita que la belarussa.
La part polonesa del bosc va ser declarada Reserva de la Biosfera per la UNESCO el 1976 i Patrimoni de la Humanitat el 1979; la part belarussa va rebre aquestes mateixes qualificacions el 1993 i 1992, respectivament. Entre les àrees protegides i de transició d'ambdós països suma més de 1.800 quilòmetres quadrats d'extensió, i la seva superfície actual és de 10.502 ha (105.020.000 m quadrats), de les quals 4.747 ha es troben sota protecció integral.
La banda polonesa està parcialment protegida com a Białowieski Park Narodowy (Parc Nacional de Białowieża), i ocupa més de 100 km². A la banda belarussa, la Reserva de la Biosfera ocupa 1.771 km²; l'àrea clau o central ocupa 157 km²; la zona entremig o "zona coixí", 714 km²; i la zona de transició, 900 km². El Parc Nacional i l'espai Patrimoni de la Humanitat ocupen un total de 876 km². La part belarussa també té un parc nacional: el Parc Nacional de Bielaviéjskaia Puixka (Нацыянальны парк Белавежская пушча, transcrit: Natsyianalny park Bielaviéjskaia puixka), de 51.000 hectàrees.

## Flora
El bosc de Białowieża és una de les últimes restes impertorbades de l'antic Gran bosc de Lituània, un extens bosc mixt que cobria gran part de l'Europa central i oriental. Els arbres de fulla caduca més característics són els faigs, freixes, roures, til·lers o tells i carpís. En menor mesura, encara que també molt abundants, hi ha arbres de fulla perenne esquitxats entre la resta. Els arbres de Białowieża són famosos per la seva grandària i longevitat, car entre aquests no escassegen autèntics monuments vegetals amb més de 500 anys d'antiguitat i 50 metres d'alçada. La política del parc és de màxim respecte pels arbres, fins al punt que no es retiren els exemplars morts o caiguts, que serveixen de refugi a moltes espècies d'animals petits.
A les clarianes abunden també les herbes i plantes arbustives, base de la dieta de molts dels animals del parc. Gràcies a la humitat de tot el sistema, les falgueres, molses i fongs són també molt freqüents i estan representats per desenes d'espècies.

## Fauna
El protagonista principal i mascota del parc (apareix en el seu logo) és el bisó europeu, que s'hauria extingit de no haver-se posat en marxa el seu alliberament a la zona i conversió d'aquesta en àrea protegida el 1932. En el parc habiten també altres ungulats com cérvols, ants, cabirols, i porcs senglars. Les aus i petits mamífers són abundants, així com els mustèlids (inclosos teixons i llúdrigues), guineus i gats salvatges, però falten per complet els grans ossos bruns, que van ser exterminats al segle xix. Els llops i linxs, que també van ser eliminats llavors, han estat reintroduïts en temps recents. En els darrers anys s'ha detectat la presència de gos mapatxe (nom científic: Nyctereutes procyonoides, japonès: tanuki, 狸), espècie invasora arribada des de Belarús i Ucraïna, originàriament des de la Xina i el Japó, que pot originar problemes en el futur. El bosc és creuat per diversos rius amb importants concentracions de peixos i altres animals aquàtics, entre aquests el rar castor europeu, en perill d'extinció.

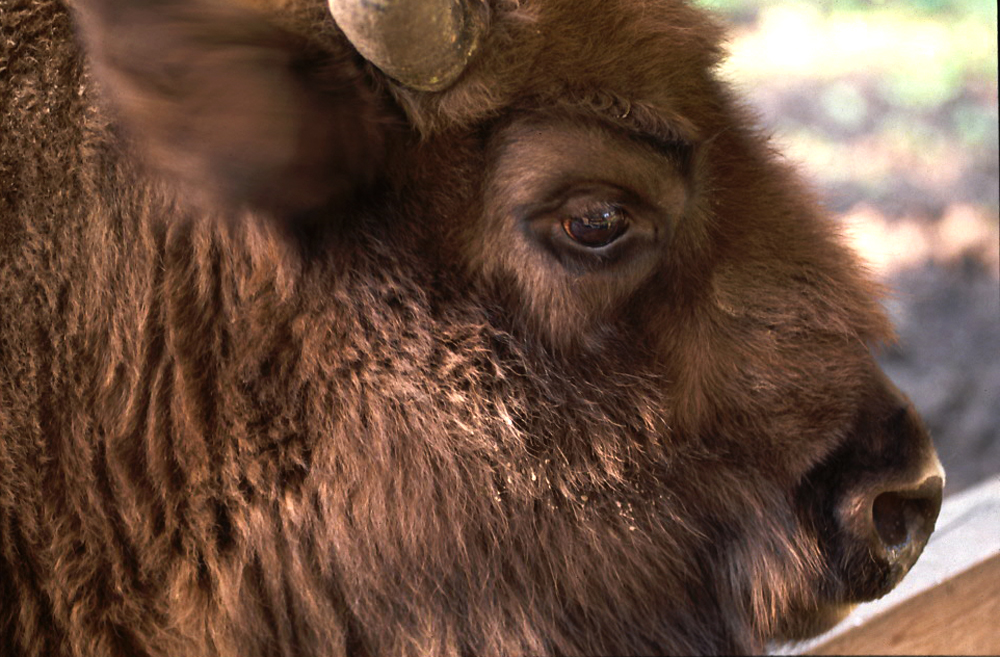
Cap de bisó

L'èxit que va seguir la reintroducció del bisó europeu ha fet que es proposi la d'altres animals extints en el seu hàbitat natural que antigament van habitar els boscos europeus. Aquest és el cas d'unes quantes parelles de llops introduïdes recentment en la part polonesa del parc. Amb tot, les autoritats del bosc de Białowieża han rebutjat diverses vegades l'entrada al parc del bou d'Heck o ur recreat, al qui no han dubtat de titllar de "frau científic". No ha passat el mateix amb els cavalls polonesos de raça Konik (que es pot traduir del belarús, rus i ucraïnès com a 'cavallet'), els més pròxims a l'extint tarpan o cavall salvatge europeu, que formen grups tant a la part polonesa del parc com a la belarussa. L'altra cara de la moneda és la reintroducció fallida (a la part polonesa) de l'os bru (portat de Belarús) al bosc el 1938, a causa tant de l'acció dels caçadors furtius com de la invasió de Polònia per l'Alemanya nazi a l'any següent i la subsegüent guerra mundial que va tenir lloc, també en territori belarús.
El bosc conté també almenys una espècie invasora recent, el gos mapatxe, escapat de granges pelleteres russes a principi del segle xx.

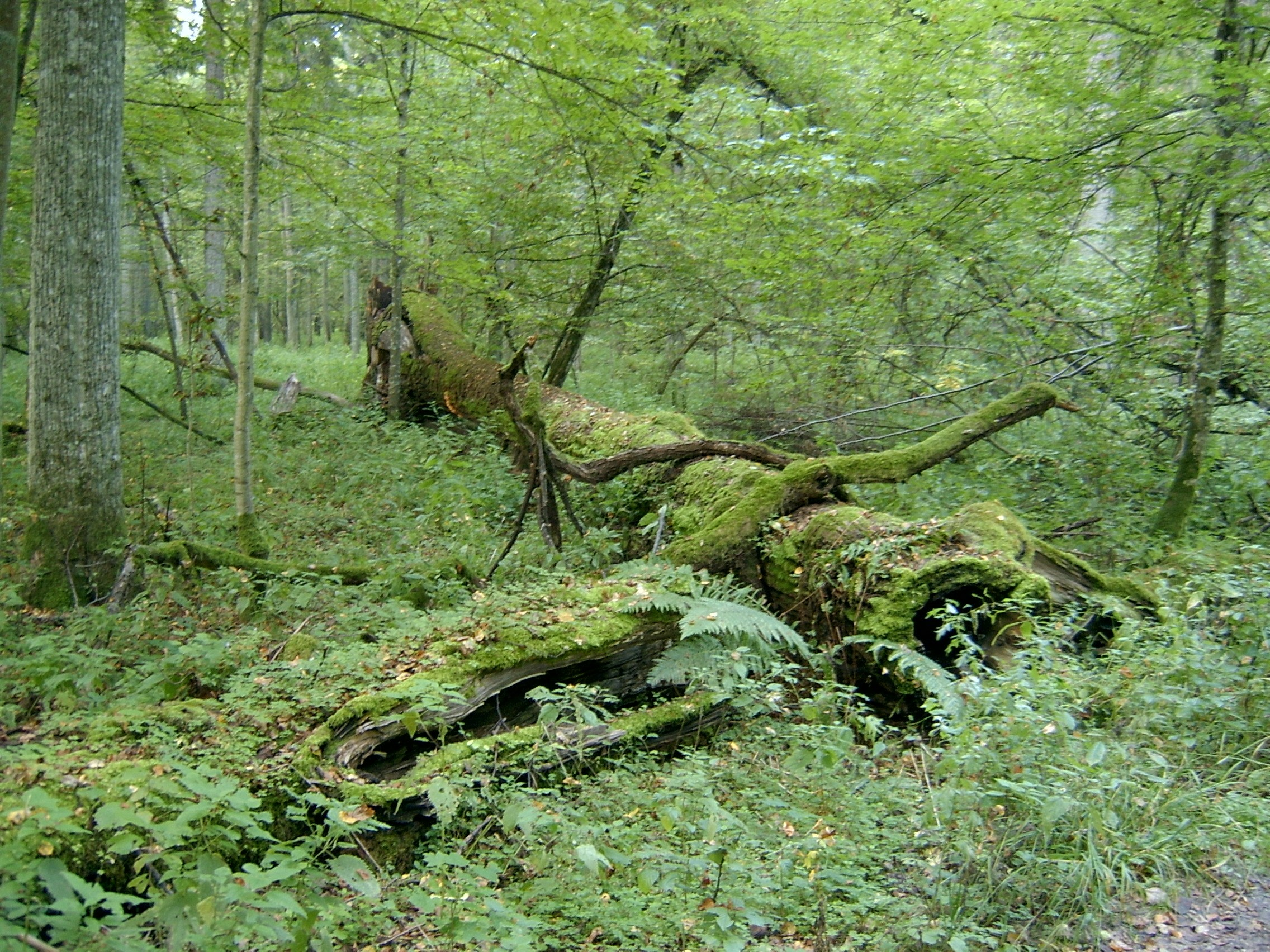
Imatge del bosc

## Història
Des del final de l'última Edat Glacial, la zona ha estat coberta per boscos mixtos molt densos. Això, sumat a la despoblació que fins a finals de l'Edat Mitjana es donava en la zona, va mantenir el bosc intacte. Ni tan sols es van obrir camins en l'interior i fins al segle xiv les escasses rutes comercials que el travessaven ho feien seguint el curs dels rius.

### Vedat de caça dels reis polonesos
A la fi del segle xiv van començar a limitar-se els drets de caça en el bosc de Białowieża i en el XV va passar a ser propietat de la corona polonesa per ordre del rei Ladislau II. La intenció del rei era alimentar al seu exèrcit amb els animals caçats en el bosc en la vigília de la batalla de Grünwald (1410) contra els cavallers de l'orde Teutònic, als quals va derrotar estrepitosament. El 1426, el bosc, virtualment aliè al món exterior, va esdevenir un refugi perfecte per a les persones que fugien de la plaga de pesta que acabava de començar. Segismon I el Vell va institucionalitzar definitivament els drets exclusius de la corona sobre el bosc i la seva fauna el 1538, quan va decretar que tot aquell que matés un bisó o un ur seria executat. Posteriorment, es va construir un refugi de caça reial en la propera població de Białowieża, que va ser alliberada de servir els nobles feudals el 1639, amb la condició que treballessin com guardes forestals per al rei. El bosc es va dividir administrativament en 12 àrees triangulares per facilitar-ne la cura. Sota el regnat de Joan II Casimir, es va estimular l'emigració de nous guàrdies forestals des de Masòvia i Podlàssia i es van crear un gran nombre de llogarets en l'interior del bosc.

### Domini rus
El repartiment de Polònia va deixar la zona sota domini de l'Imperi rus, sota el tsar Pau, el qual va expulsar els camperols assentats dintre del bosc i els va retornar a la servitud. Va repartir els cérvols i terrenys de caça entre diferents nobles i generals russos de la seva confiança i abolí qualsevol classe de restricció de la caça dels animals. Com a conseqüència, en només 15 anys el nombre de bisons europeus en el futur parc va passar de 500 a menys de 200. El 1801, Alexandre I de Rússia va limitar de nou la caça i va introduir una altra vegada camperols polonesos perquè s'ocupessin del bosc, per la qual cosa el nombre de bisons va créixer fins als 700 el 1830. No obstant això, quan els 500 camperols destacats en el bosc es van unir a la rebel·lió polonesa contra el domini rus de 1830-1831, van ser expulsats i les restriccions abolides un altre cop.
En la seva visita de 1860, Alexandre II de Rússia va decidir protegir de nou els bisons, però va ordenar que tots els llops, linxs i ossos de la zona fossin exterminats. El 1888, el bosc de Białowieża va passar de forma completa a ser propietat dels tsars de Rússia, que el van convertir de nou en un vedat de caça exclusiu. Donat el valor dels bisons europeus, tan escassos en aquesta època, els tsars els van convertir en objectes de regal habituals per als reis europeus amb els quals mantenien bones relacions, que al seu torn els donaven a parcs zoològics de tot el continent. D'altra banda, l'Imperi Rus va introduir de forma massiva cérvols i l'ant per a augmentar les minses poblacions locals. L'última i major de les caceres russes a Białowieża va tenir lloc el 1912.

### La Primera Guerra Mundial
El bosc va sofrir el seu major impacte durant la Primera Guerra Mundial. L'agost de 1915, els alemanys van ocupar la zona i van iniciar l'aclarida de grans àrees amb la finalitat de construir 200 quilòmetres de ferrocarril amb el qual connectar les noves indústries de la fusta que van fer construir a Hajnówka, Białowieża i Gródek. Els animals van ser caçats de manera massiva per alimentar les tropes al front, i posteriorment pels soldats alemanys i els furtius belarussos, russos i polonesos que es van refugiar dins del bosc, fins que les tropes poloneses van recuperar-ne el control el febrer de 1919. Just un mes abans s'havia caçat l'últim bisó que vivia lliure a Polònia.

### Parc Nacional
La zona central del bosc de Białowieża va ser declarada Reserva Nacional després de la Guerra poloneso-soviètica de 1921. Amb la finalitat de recuperar el bisó europeu (llavors extingit a Polònia), el govern polonès va comprar-ne quatre exemplars a distints parcs zoològics europeus i els va introduir a la zona el 1929. El 1932 es va ampliar la zona protegida a tot el bosc, que des de llavors va ser convertit en parc nacional, amb el fi originari de protegir els pocs bisons introduïts. Posteriorment se'n va introduir alguns més, i els bisons també van aconseguir reproduir-se sense problemes. Sumaven un total de 16 membres quan va esclatar la Segona Guerra Mundial el 1939.
D'acord amb els pactes germanosoviètics, les tropes de Stalin van ocupar la zona i van arrestar la població local i els encarregats del parc, que van ser deportats als gulags de Sibèria. En el seu lloc, es van instal·lar llenyataires russos que el 1941 van ser arrestats al seu torn pels alemanys i enviats a camps de concentració. Els plans inicials d'Hermann Göring eren convertir Białowieża en el major vedat de caça del món, destinat a l'esbarjo dels alts estaments del Tercer Reich. Per sort, això no va arribar a complir-se, però la violència de la guerra no va desaparèixer de la zona: entre 1941 i 1944, el bosc va servir de refugi a guerrillers polonesos que lluitaven contra l'ocupació alemanya, i els militars alemanys van respondre organitzant matances de població civil a la regió com a represàlia. El juliol del 1944 l'Exèrcit Roig va capturar de nou el bosc, que no va ser reconegut com a àrea protegida ni reobert al públic fins a 1947, ja dividit entre una àrea de domini soviètic i una altra de propietat polonesa. Encara que van seguir com a àrees separades, les autoritats van col·laborar durant l'època comunista per continuar el procés de recuperació del bisó europeu i iniciar el de la recuperació del tarpan a partir del cavall Konik.
El 8 de desembre de 1991 es van reunir a la part belarussa del bosc tres polítics: el belarús Stanislau Xuixkévitx (belarús: Станісла́ў Станісла́вавіч Шушке́віч, transcrit: Stanislau Stanislàvavitx Xuixkévitx), l'ucraïnès Leonid Kravtxuk (ucraïnès: Леоні́д Мака́рович Кравчу́к, transcrit: Leonid Makàrovytx Kravtuk) i el rus Borís Ieltsin (rus: Бори́с Никола́евич Е́льцин, transcrit: Borís Nikolàievitx Ieltsin) per acordar la dissolució de l'antiga URSS i la creació de la Comunitat d'Estats Independents (CEI).

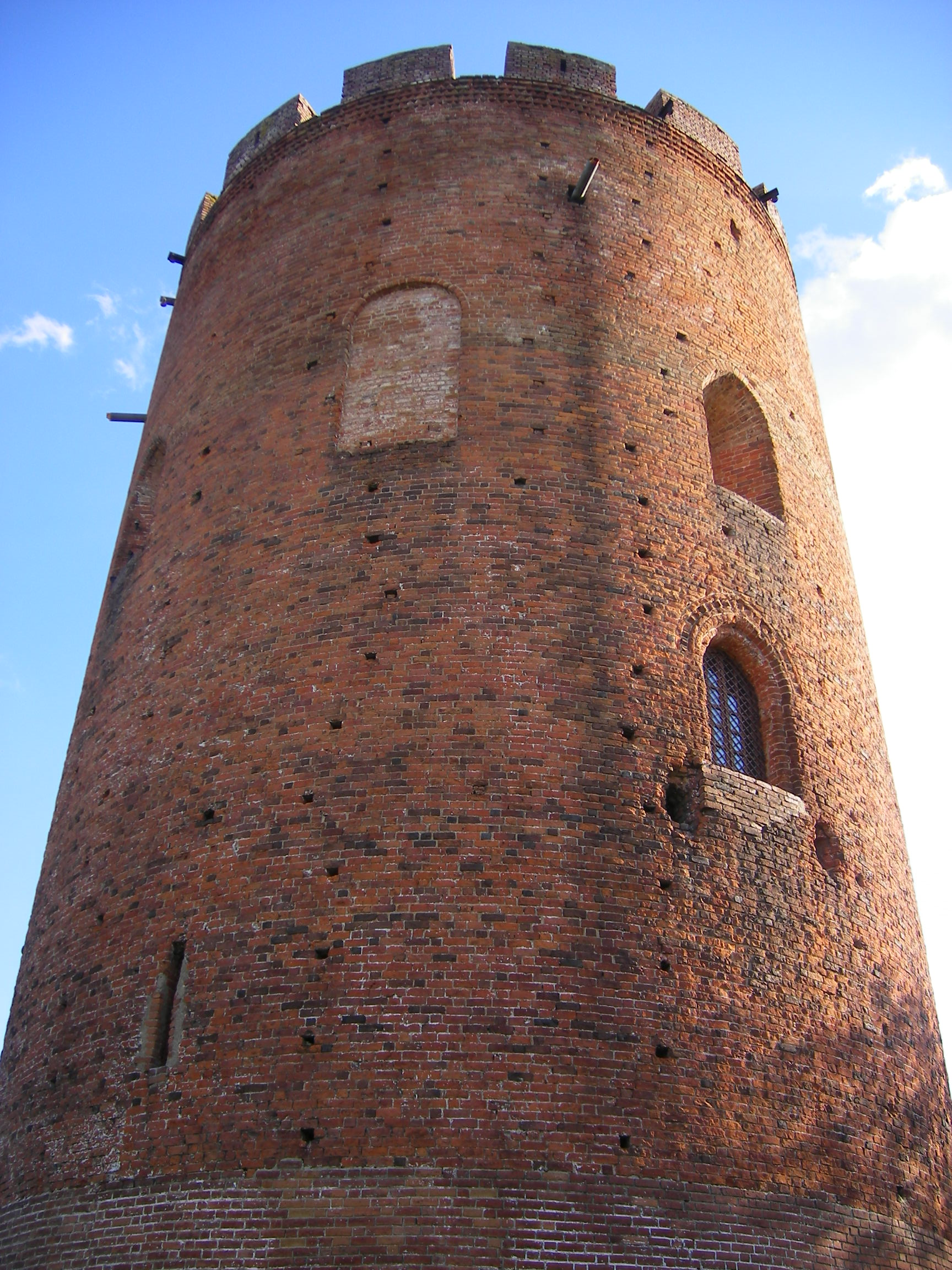
La torre de sentinella Bielaia Vieja (s. XIII) a Kamianiets

## Galeria d'imatges

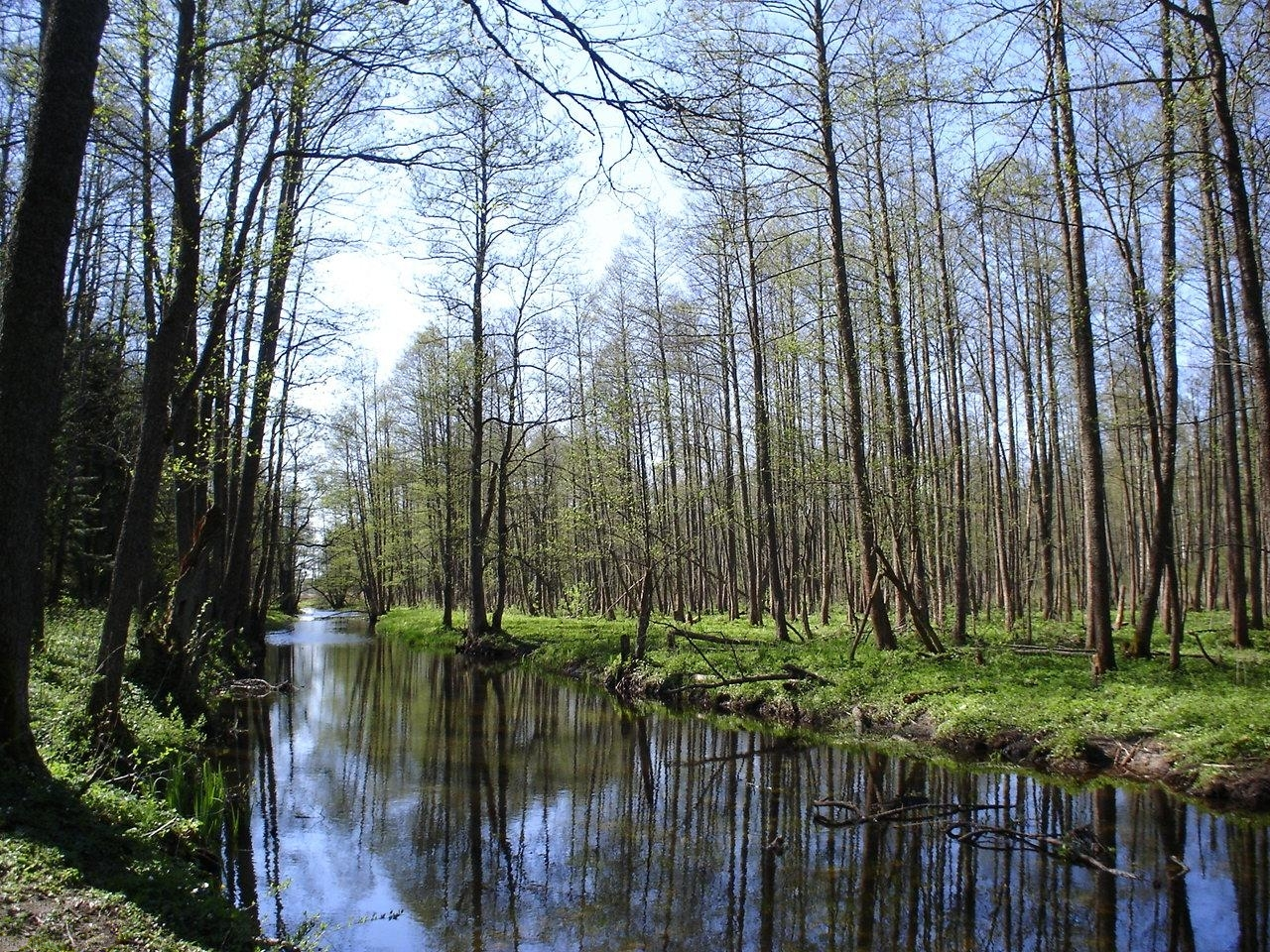
Riu a la reserva natural
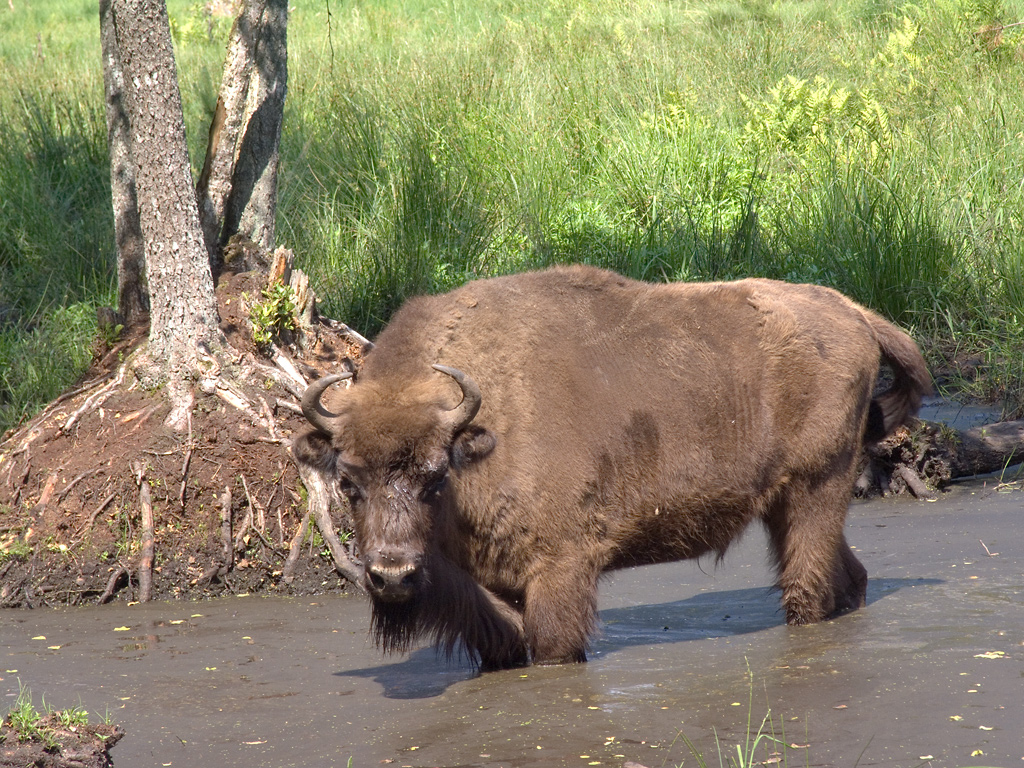
Bisó europeu
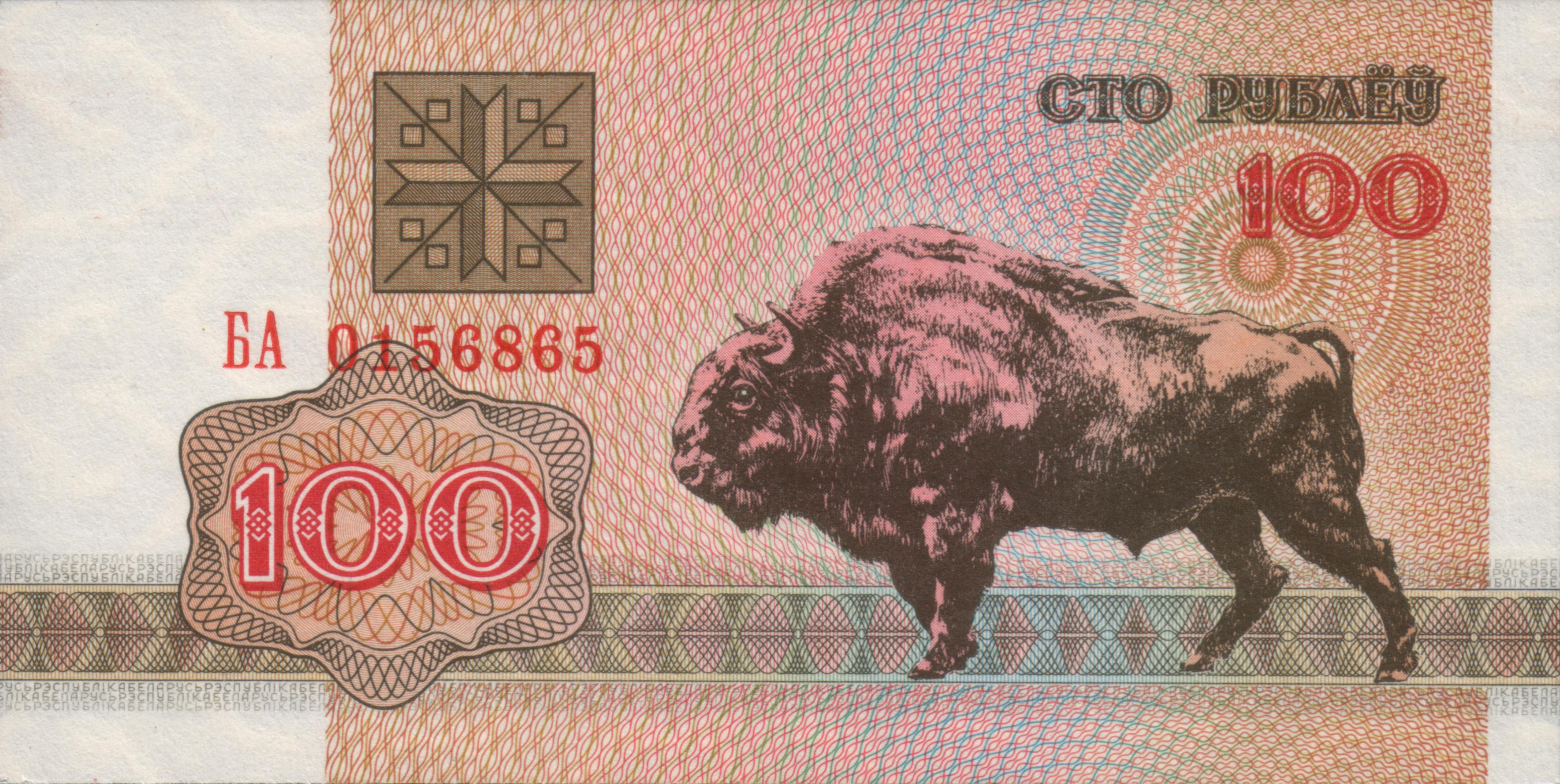
Bitllet de cent rubles belarussos amb la imatge del bisó
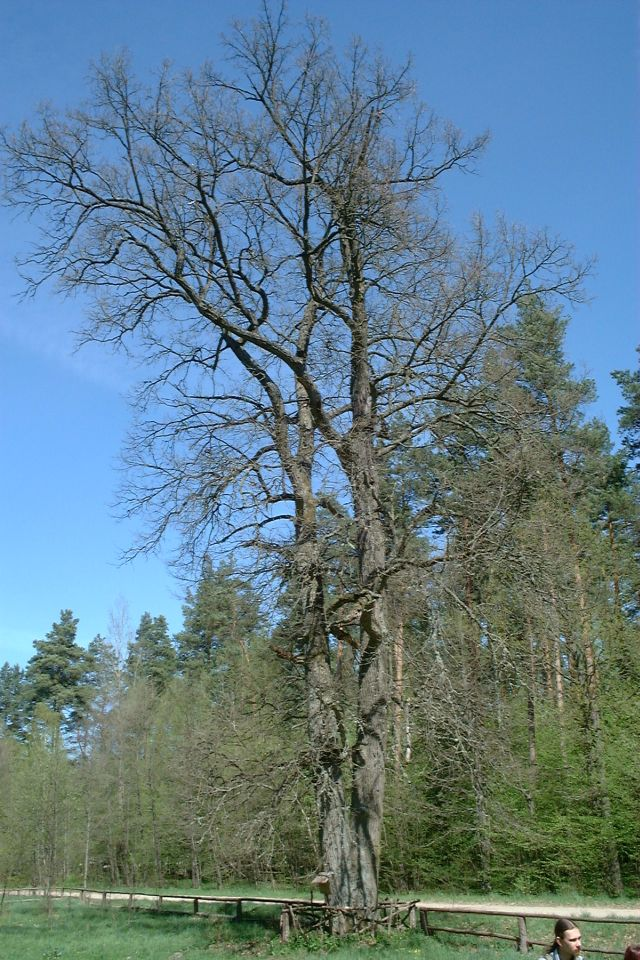
El roure reial a Polònia
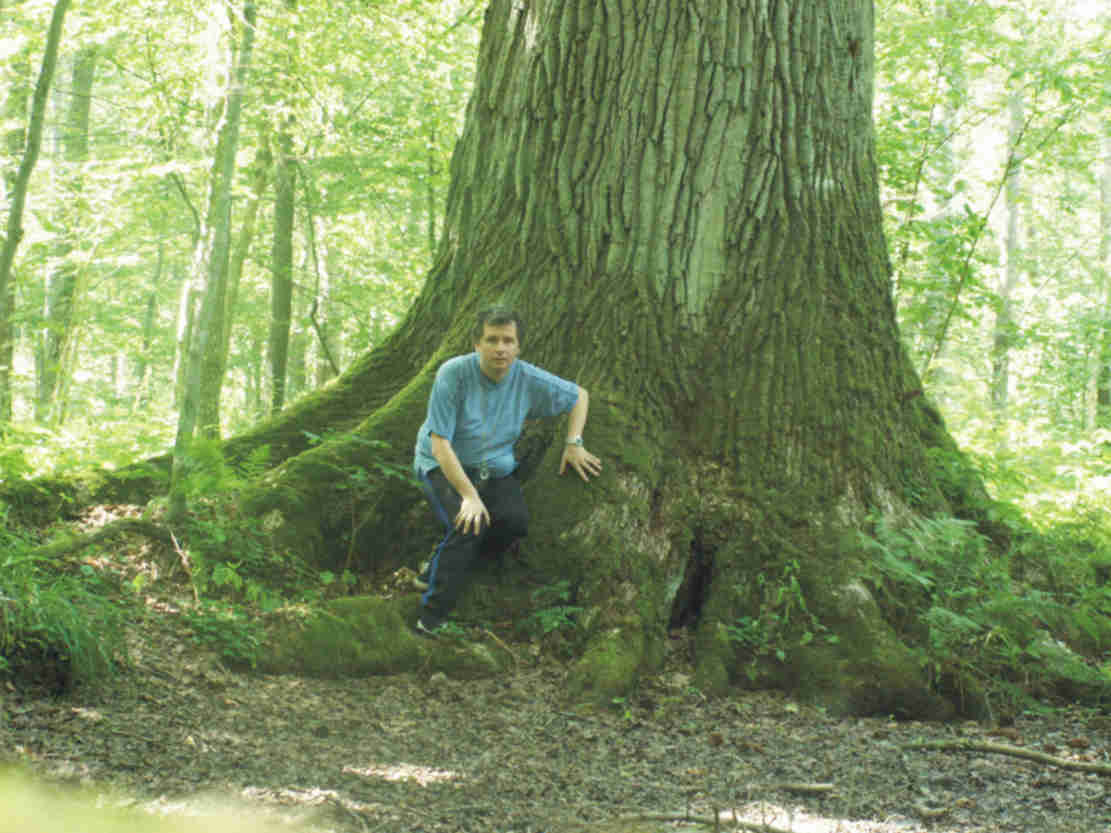
El roure "emperador del sud" a Polònia
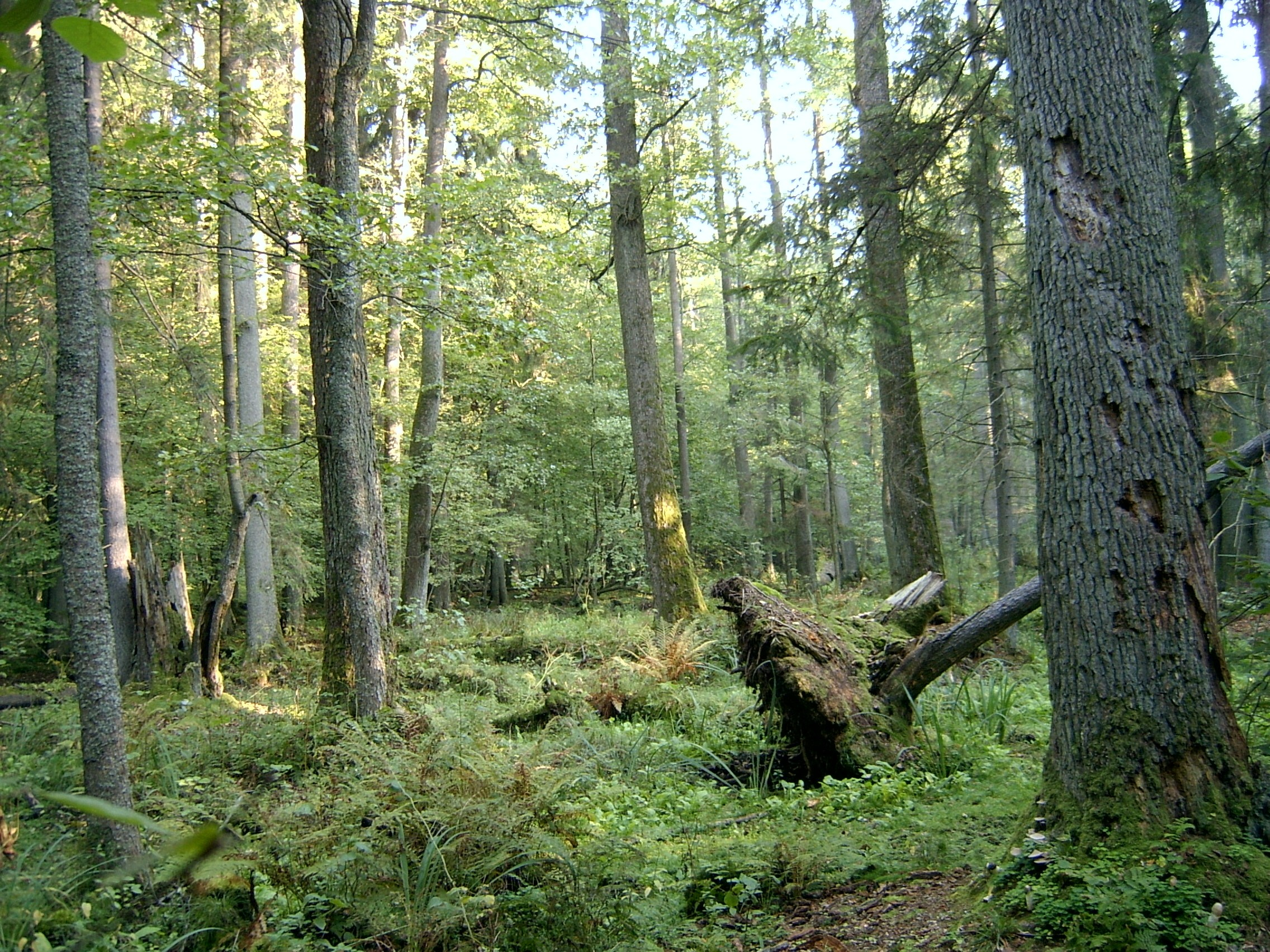
Vista del bosc
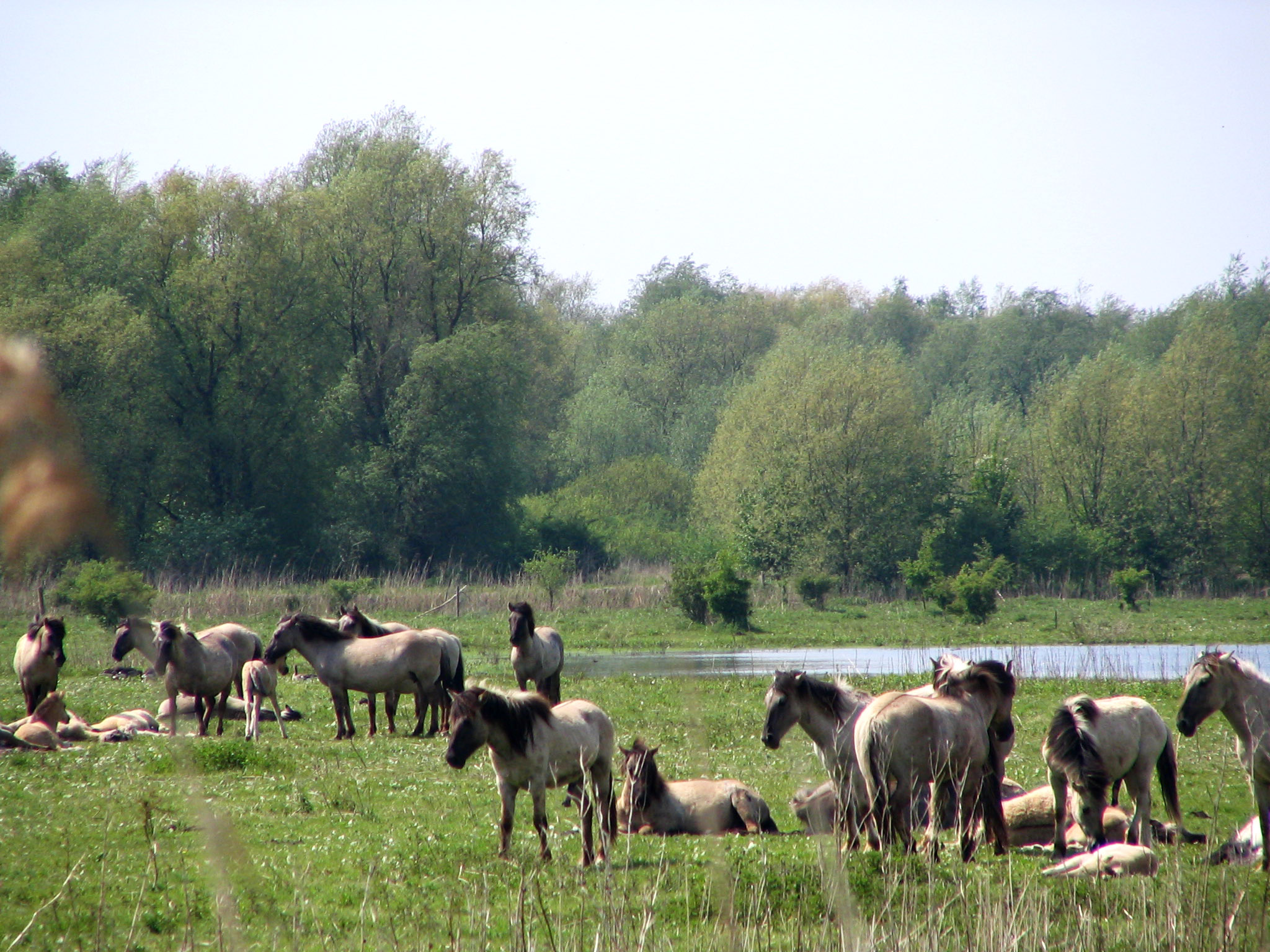
Koniks a la reserva natural d'Oostvaardersplassen, Països Baixos, del mateix tipus que l'introduït al parc nacional polonès